# Cité de Pusy
Pour les articles homonymes, voir Pusy.
La cité de Pusy est une voie du 17e arrondissement de Paris, en France.

## Situation et accès
La cité de Pusy est une voie publique située dans le 17e arrondissement de Paris. Elle débute au 23, boulevard Pereire et se termine en impasse.

## Origine du nom
La rue tire son nom de celui d'une ancien propriétaire, la comtesse de Pusy.

## Historique
Cette voie est classée dans la voirie parisienne par arrêté municipal du 4 janvier 1994.